# Magic (série télévisée d'animation)
Pour les articles homonymes, voir Magic.
Magic, ou La Famille Féerique, est une série télévisée d'animation française créée par Michel Coulon et Arthur de Pins et diffusée depuis le 5 janvier 2008. La première saison a été diffusée sur Disney Channel et la seconde sur Canal J.
Elle est diffusée à partir du 20 décembre 2008 sur France 3 dans l'émission Toowam puis rediffusée En 2013 sur Gulli. La deuxième saison est diffusée depuis le 23 décembre 2017 sur Canal J.
La série est diffusée dans son intégralité sur Youtube en français et en anglais.

## Synopsis
L'histoire suit la vie de l'ogre Grégor et de sa femme Willow la fée, qui ne sont pas autorisés à se marier selon les règles du monde féerique. Ils se déplacent alors sur la planète Terre, où ils essaient de s'intégrer dans la société comme des êtres humains normaux avec leurs enfants, Tom et Cindy et leur tante Ferocia.

## Fiche technique
- Titre : Magic
- Autres titres francophones : Magic - La Famille Féerique
- Création : Michel Coulon et Arthur de Pins
- Réalisation : Charles Vaucelle (saison 1) et William Renaud (saison 2)
- Scénario : Michel Coulon, Yves Coulon, Jean-Marc Lenglen et Mark Hodkinson
- Direction artistique : Romain Coudray (saison 2)
- Décors : Cécile Thomas
- Montage : Lou Bouniol et Saïd Ouadfel
- Musique : Hervé Lavandier (Saisons 1 à 2) et Vincent Artaud (saison 2)
- Production : Marc du Pontavice
  - Production associée : Patrick Malka
  - Production déléguée : Marc du Pontavice
  - Production exécutive : Katell Lardeux et Marie-Laurence Turpin (saison 1), Dorothée Lanchier et Pierre Meloni (saison 2)
- Sociétés de production : Xilam, avec la participation de France 3 Et Disney Channel (saison 1), Gulli et Canal J (saison 2)
- Budget : 7 000 000 €[5] (saison 1), et, (Saison 2)
- Pays d'origine :  France
- Langue originale : français
- Genre : série d'animation, fantasy, comédie
- Durée : 26 minutes (saison 1), 13 minutes (saison 2)

## Distribution
- François Siener : Gregor (saison 1)
- Jérémy Prévost : Gregor (saison 2), M. Lumberg (2e voix, saison 2), le proviseur (2e voix, saison 2), Papi Ogre (2e voix, saison 2) Léo (Saison 2) et voix additionnelles (saison 2)
- Claire Guyot : Willow
- Kelly Marot : Cindy
- Sauvane Delanoë : Tom
- Chantal Baroin : Jojo
- Phillipe Leroy : M. Lumberg (saison 1)
- Alexandre Gillet : Tom adulte
- Coco Noël : Férocia
- Bernard Alane : Monseigneur
- Serge Faliu : oncle Dji
- Serge Bloc : Léo (saison 1)
- Jean-Claude Donda : Papi Ogre (1er voix, saison 1)
- Camille Donda : Léa (Saison 1)
- Yoann Sover : Brandon
- Benjamin Pascal : Lorenzo (Saisons 1 et 2)
- Nathalie Homs : La maman de Léa (psychologue)  (saison 1, épisode 4)
- Romane Mozzone : Gründa
- Fanny Bloc : Marine, Tamara et Sofia
- Tom Trouffier : Les 3 Petits Cochons (Saison 1)
- Jean-Phillipe Variente : Le Proviseur (Saison 1)
- Paul Hanshish : Le Dragon (Bruitage)
- Emmanuel Garijo : Sammy (Cindy en garçon), Idéal (saison 2, épisode 22 : L'idéal De Cindy)
- Tony Marot : Victor et Ahmed
- Jessica Barrier : Candice et Mlle Fossette/La Maîtresse
- Kelyan Blanc : Voix Additionnelles (Saisons 1 à 2)
- Alan Aubert : Le Chat (Saisons 1 et 2)
- Sakura Variente : La Vieille Dame (Saisons 1 et 2)
- Romain Donda : Les Nerfs (saison 1, épisodes 11 à 23)
- Fabien Gravillon : Jeff (Saison 1)
- Boris Rehlinger : Jeff (Saison 2)
- Salomé Zeitoun : Le Petit Poucet
- Raphaëlle Zémour : Mamie Ogre (Saisons 1 à 2) et Marine (Saison 1)

## Production
Le thème musical est une adaptation Inspirée de la chanson A Kind of Magic (1986) du groupe Queen. Le 3 novembre 2015, Xilam annonce la production d'une seconde saison dès Fin 2016. Celle-ci contiendra 52 épisodes de 11 minutes.

## Épisodes

### Première saison (2007-2008)
1. Trous de mémoire
2. Bonjour la famille !
3. La confiance règne
4. Le vol
5. Trompeuses apparences
6. Le marchand de sable
7. Le ventriloque
8. Lessivés !
9. Que vous avez de grandes dents !
10. Affreux, fainéants et méchants !
11. L'ogre et la fée
12. Une Vie de chien
13. Pour le meilleur ou pour le pire ?
14. La vérité, rien que la vérité !
15. Une visite gênante
16. Affaires de famille
17. Pas vu, pas pris
18. L'enterrement de la baguette
19. Un amour de dragon
20. Baby-sitting
21. À vos souhaits !
22. Papa pas cool
23. Debout là-dedans !
24. Le moustique
25. Fils unique
26. Conte à rebours

### Deuxième saison (2018)
1. De l'autre côté du miroir
2. Un garçon presque manqué
3. Futur imparfait
4. Belle à l'intérieur
5. Les stars de l'école
6. Opération Tamara
7. Mon père, ce super-héros
8. Une princesse pour Monseigneur
9. La Triche
10. Pote à modeler
11. Un air de famille
12. À chacun sa voix
13. Fée's book
14. Tom pousse
15. Willoween
16. Un travail de fée
17. Cendrillon se rebelle
18. Dans la peau d'un crapaud
19. L'Ogre qui voulait être père Noël
20. Les Délices de Gründa
21. Le Prince, la grenouille et la sorcière
22. L'Idéal de Cindy
23. Mademoiselle Férocette
24. Férocia super sympa
25. Les Fiançailles de Férocia
26. Tom sans famille
27. Une vie de chat
28. C'est pas Jojo
29. Promenons-nous dans les bois
30. Grégor dans tous ses états
31. Petit ogre deviendra grand
32. Même pas en rêve
33. Abracadabra
34. Le Grand gentil loup
35. Comme un poisson dans l'eau
36. Ma famille pas féerique
37. Ma sorcière mal-aimée
38. Un jeu d'enfants
39. Inséparables
40. Blanche-Niaise et les sept nains
41. La Belle et la grosse bête
42. Monseigneur dans toute sa splendeur
43. L'Amour donne des ailes
44. L'Ogre charmant
45. Même pas peur
46. Miroir mon beau miroir
47. Une journée presque parfaite
48. Au nez et à la barbe
49. Maman, on a cassé la baguette !
50. Ma nouvelle meilleure amie
51. Princesse Melba III
52. Vis ma vie

## Personnages

### Personnages principaux
Grégor : 40 ans, Grégor est un ogre végétarien, mari de Willow et père de Cindy et Tom. Il est plus grand que les portes de la maison et il a tendance à être souvent maladroit. Il surnomme sa femme « ma libellule ».
Willow : Willow est une fée, femme de Grégor, sœur de Férocia et mère de Cindy et Tom, elle est souvent de bonne humeur . Dans le monde réel, elle travaille en tant que gérante et caissière de la boutique 'Magic Store' en ville. Dans le monde féerique, c'est la réparatrice remplacente de baguettes magiques.
Cindy :14 ans, la fille de la famille. Elle est comme toutes les adolescentes de son âge : souvent amoureuse des beaux garçons de son lycée : Ahmed, elle porte des chaussettes vertes qui lui font puer des pieds, avec son petit frère Tom qu'elle surnomme « petite crevette ».
Tom : 10 ans, il est brun et petit. Il Est Comme Tous Les Petits Garçons, mais ne rêve que d'une chose : avoir une famille normale, sans baguette et sans pouvoirs magiques, mais il lui arrive parfois d'utiliser des pouvoirs lorsque cela l'arrange. Il est amoureux de Sofia et sa maîtresse et tente souvent de lui cacher son amour. Tom partage sa chambre avec Monseigneur, le crapaud domestique de la maison.
Férocia : sœur de Willow et tante de Tom et Cindy. Auparavant sorcière, elle est furieuse d'avoir perdu ses pouvoirs. Férocia est antisociale, souvent atroce et a été bannie à vie du monde féerique.
Monseigneur : le crapaud domestique de la maison, il est très prétentieux mais lorsque Tom a des problèmes il est souvent là pour l'aider. Monseigneur fut un prince, il attend depuis son bisou de princesse afin de retrouver son apparence humaine.

### Personnages secondaires
Les Lumberg : les voisins, ils sont toujours à l'affût des faits et gestes de la famille. Leur fille Candice se plaint à ses parents sur les faits paranormaux de la famille féerique. Fille unique, Candice est très gâtée par ses parents ce qui fait d’elle une petite fille très capricieuse.
Mlle Fosette : vingt ans, institutrice de Tom est amoureux de sa maîtresse et devient souvent tout rouge en lui parlant. C'est une femme plutôt calme mais qui n'hésite pas à se mettre en colère quand Tom fait des bêtises avec ses camarades de classes ou quand il n'écoute pas en classe.
Victor : camarade de classe de Tom et Jojo. Vrai petit garnement, il n’arrête pas de jouer des mauvais tours à Tom et Jojo, Composée De Timon, Marine et Jason (Le Frère De Léa).
Sofia : camarade de classe et meilleure amie de Cindy. Tom est secrètement amoureux d’elle.
Ahmed : camarade de classe de Cindy. Cindy est folle amoureuse de lui jusqu’à l’obsession. Pour attirer son attention Cindy se retrouve bien souvent dans des situations inextricables. Lui, très détaché, appelle souvent Cindy « Wendy ».
Jojo : dix ans, le meilleur ami de Tom, il raconte des histoires à dormir debout et adore les bandes dessinées de super-héros.
Tamara : camarade de classe, ennemie, racketteur, Moqueur et hautaine de Cindy. Cindy veut faire partie de son cercle d'amies mais Tamara la dénigre sans cesse, Composée De Bertille et Luna.
Marine : l'ennemie de Tom, c'est une petite fille surdouée, chouchoutée par Mlle Fosette qui n'hésite pas à humilier Tom quand il est interrogé par celle-ci, elle traîne souvent avec Victor.
Mildred : cousine de Willow et Férocia, elle est en dernière année de magie dentaire. Venant du monde féerique, elle se déguise en lapin rose.
Oncle Dji : 1001 ans, c'est l'oncle de la famille, un génie vivant dans l'électronique. La famille fait souvent appel à lui quand ils sont en difficultés il n'apparait que dans la Saison 1 .
Edwin : le petit frère de Willow et Férocia, connu pour être le marchand de sable et un escroc de haut vol. Il entretient une bonne relation familiale avec sa sœur Férocia du fait qu'ils ont un comportement similaire, ce qui n'est pas le cas de Willow qui n'hésite pas à montrer son mépris envers lui. Mais étant devenu gentil et honnête, il va tout faire pour lui prouver sa confiance et cela va marcher il n'apparait que pendant la Saison 1 .

## Diffusion internationale
| Pays                | Chaîne                                   |
| ------------------- | ---------------------------------------- |
| Allemagne           | Disney Channel, Toon Disney, Super RTL   |
| Australie           | ABC                                      |
| Belgique            | VRT                                      |
| Espagne             | Disney Channel                           |
| France              | Disney Channel, France 3, Gulli, Canal J |
| Grèce               | Disney Channel                           |
| Italie              | Toon Disney, Boing, DeA Kids, Frisbee    |
| Maroc               | 2M                                       |
| Pologne             | Disney Channel, Teletoon+ Polska,        |
| Serbie              | Disney Channel                           |
| Émirats arabes unis | MBC3, Gulli Bil Arabi                    |
| Suisse              | TSR, Minimax                             |
| Turquie             | Disney Channel, Smart Çocuk, Kidz TV     |
| Portugal            | SIC K                                    |

## Accueil
Magic a été un succès instantané et a été classée parmi les séries les plus populaires au salon MIPCOM Junior 2007, ayant attirée plus de 280 acheteurs.